# Virgilio Ruiz Fernández

Los Encadenados (1967)

El Humanismo y la Técnica (1969)

Virgilio Ruiz Fernández (nacido en Madrid en 1930) es un pintor hispano-mexicano, representante de las corrientes neo-naturalistas y neo-figurativas en México, con influencia de las escuelas flamenca y española renacentistas y barrocas (siglos XV-XVII) y expresionista mexicana (primera mitad del siglo XX). Es precursor de la recuperación de técnicas pictóricas de estos periodos y su difusión en el aprendizaje de la pintura moderna en México.
La obra pictórica de Ruiz Fernández comprende varios periodos o etapas. Sin embargo todas ellas, en mayor o menor grado representan  una corriente a favor del regreso de las artes plásticas a su objetivo de medio de expresión de la naturaleza y la vida humana, con base en el dominio de técnicas imperantes durante la época clásica de la pintura europea (entre el Renacimiento y el Romanticismo), y considerando la dimensión estética de la obra en su capacidad alegórica y representativa, mediante la consecución de una objetividad, que a diferencia de la obtenida por medios mecánicos como la fotografía, se ve enriquecida por la propia subjetividad y su capacidad pictórica técnica. 

## Vida
Nacido en Madrid, junto con su familia  emigrado de España con motivo de la guerra civil española en 1936. Tras varias estancias en Francia y en República Dominicana; finalmente se establece en México donde la familia se asienta definitivamente en 1941. Tras realizar estudios de Ingeniería en la Universidad Autónoma de México inicia su formación pictórica y frecuenta los círculos de diversos artistas e intelectuales emigrados españoles en la Ciudad de México durante la década de 1950, de los que recibe una fuerte influencia, sobre todo en el carácter evocador de su obra. Contacto posterior con defensores de la vocación artística y técnicas de las escuelas historicistas de pintura mexicana de La Esmeralda y la Academia de San Carlos. 
En 1975 funda su propio taller, al que concurren tanto estudiantes de pintura como pintores profesionales, con objeto de aprender o perfeccionar técnicas pictóricas clásicas, especialmente el temple, óleo. Radica actualmente en la Ciudad de México.